# Alone in the Dark: Illumination
Alone in the Dark: Illumination (с англ. — «Один в темноте: Освещение») — компьютерная игра в жанре survival horror, созданная компанией Pure FPS и изданная компанией Atari в 2015 году в виде эксклюзива для PC.

## Сюжет
События игры происходят в заброшенном городке Лорвич в штате Вирджиния, расположенном недалеко от его южной границы. Лорвич был процветающим промышленным городом с оживленным бизнесом, созданным благодаря деятельности в местных шахтах. Благополучные дни подошли к концу, когда поток воды опустошил горное сооружение и разрушил всё на своём пути. Катастрофа вызвала немедленную эвакуацию, город быстро опустел. Прошли годы с момента аварии, и город давно забыт. Причина аварии по-прежнему остается загадкой, и спустя годы никто не осмеливается зайти в город из-за страха перед тем, что там находится.

## Игровой процесс
Врагами в игре являются зомби, которых можно убить только на свету или во время их горения. Также в игре имеется кооперативное прохождение игры.
Всех персонажей можно развивать и улучшать их характеристики и умения (например, скорострельность/перезарядка, время действия магии, магическая энергия и т.д.).
Нанести урон врагу нельзя, пока он не будет поражён огнём/светом или электричеством. В игре есть боссы. В конце каждой кампании (всего 3 по 4 уровня), появится Обелиск и создаст армию врагов, которую надо победить, а затем  уничтожить его. Антагонист в игре является Ктулху.

## Отзывы и критика
| Сводный рейтинг | Сводный рейтинг |
| Агрегатор       | Оценка          |
| --------------- | --------------- |
| GameRankings    | 19,00 %         |
| Metacritic      | 19/100          |

Игра получила резко отрицательные оценки критиков и пользователей. Критики ругали плохую графику, большое количество багов и отсутствие сюжета. Пользователи тоже были огорчены игрой. Сайт Metacritic поставил игре 19 из 100 возможных баллов. GameRankings поставили игре 18,75 % из 100 %.